# Музейная площадь (Саратов)
Музе́йная пло́щадь — старейшая площадь города, исторический центр современного Саратова.

## История
В 1674 году, по царскому указу Алексея Михайловича, Саратов был перенесен с левобережья Волги на место Музейной площади, и здесь стал формироваться его центр. На площади находились ряды торговых лавок, именовавшиеся гостиным двором, поэтому площадь ранее называлась — Гостиная площадь.
В 1689 году в центре площади был заложен Свято-Троицкий собор. Он сохранился до сих пор и является самым древним зданием в городе. В 1695 году собор посетил Пётр Первый. Вскоре площадь стала называться Соборной, а с постройкой Александро-Невского собора — Старособорной.
Постепенно вокруг площади стал формироваться архитектурный ансамбль. Это здания Управления Рязано-Уральской железной дороги, особняк Пескова, духовная семинария, дом первого саратовского краеведа А. Ф. Леопольдова, дом причта Казанской церкви, особняк купчихи А. В. Чирихиной, городское училище, дом первого книготорговца Вакурова, особняк Устинова — ныне Саратовский областной музей краеведения. Окончательно площадь сформировалась в эпоху классицизма.
В 1931 году площадь стала называться Музейной. Это название, скорее всего, связано с тем, что сама площадь, на которой сохранились уникальные памятники зодчества, имеет музейное значение.

## Архитектурный комплекс сегодня
Архитектурный комплекс Музейной площади обладает необходимыми ансамблевыми характеристиками, например, композиционным, временным и стилистическим единством.
Композиционный центр Музейной площади — расположенный «островом» Троицкий собор (рубеж XVII—XVIII вв.), в стилистике московского барокко. Периметр формируют опорные классицистические здания конца XVIII — 1-й четверти XIX вв. (жилые, учебные) — крупномасштабные административные корпуса начала XX в., фон образуют постройки 2-й половины XIX — начала XX вв (например, особняк Корнилова). Историческое значение комплекса определяется его размещением на старейшем участке городской территории, причастностью к важным событиям и фактам саратовской истории.

## Галерея

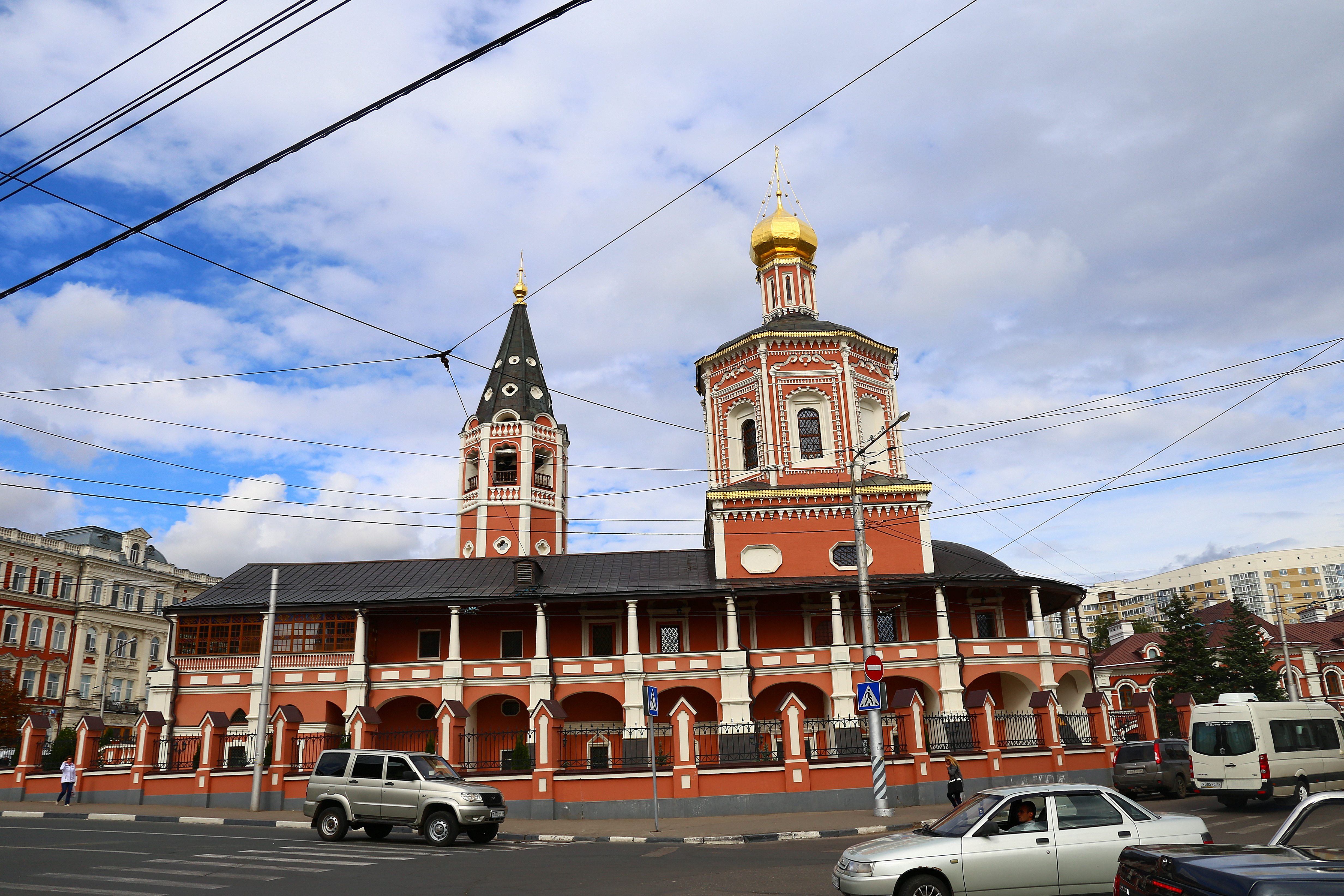
Троицкий собор
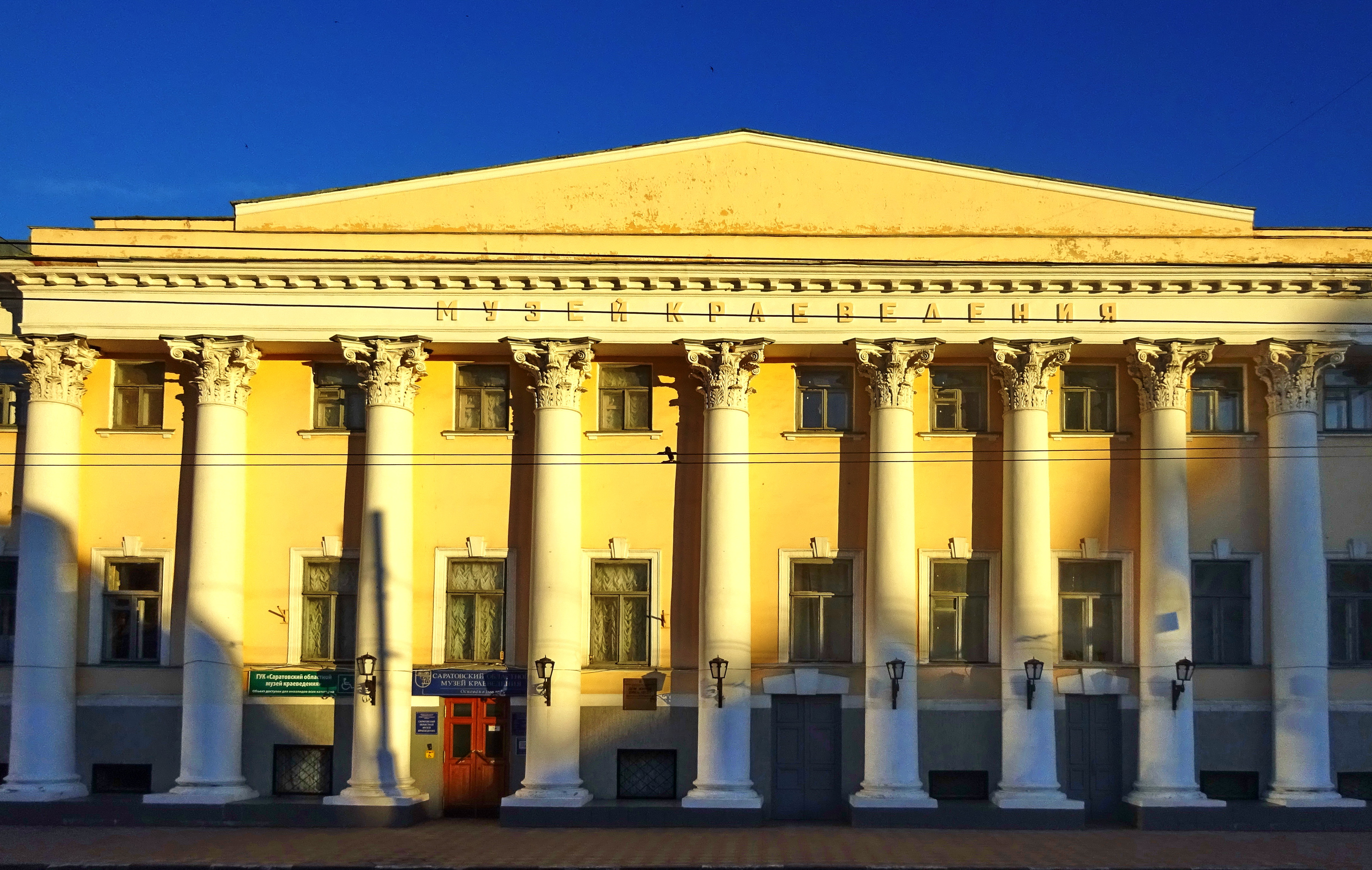
Областной музей краеведения
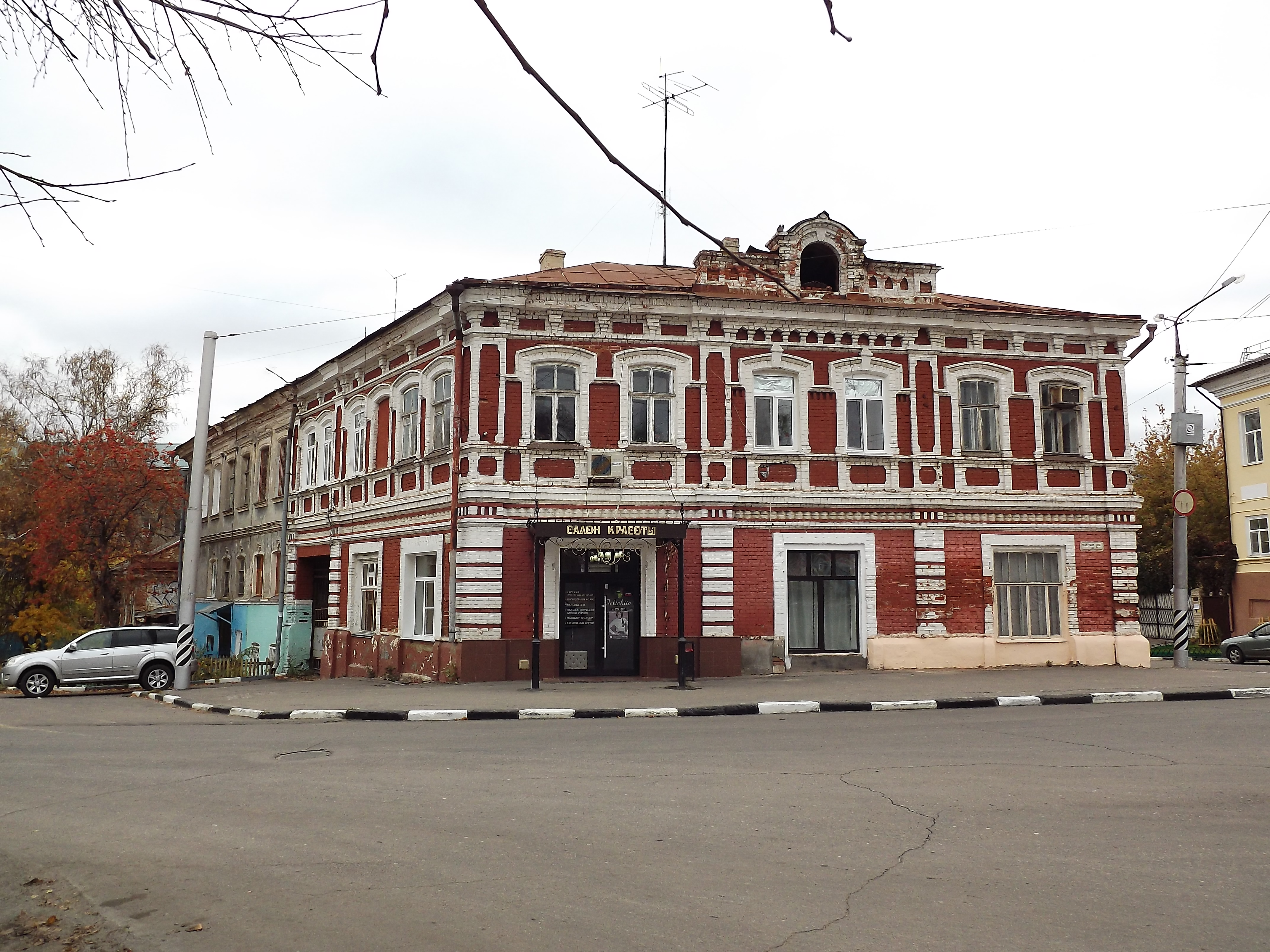
Дом Чирихиной
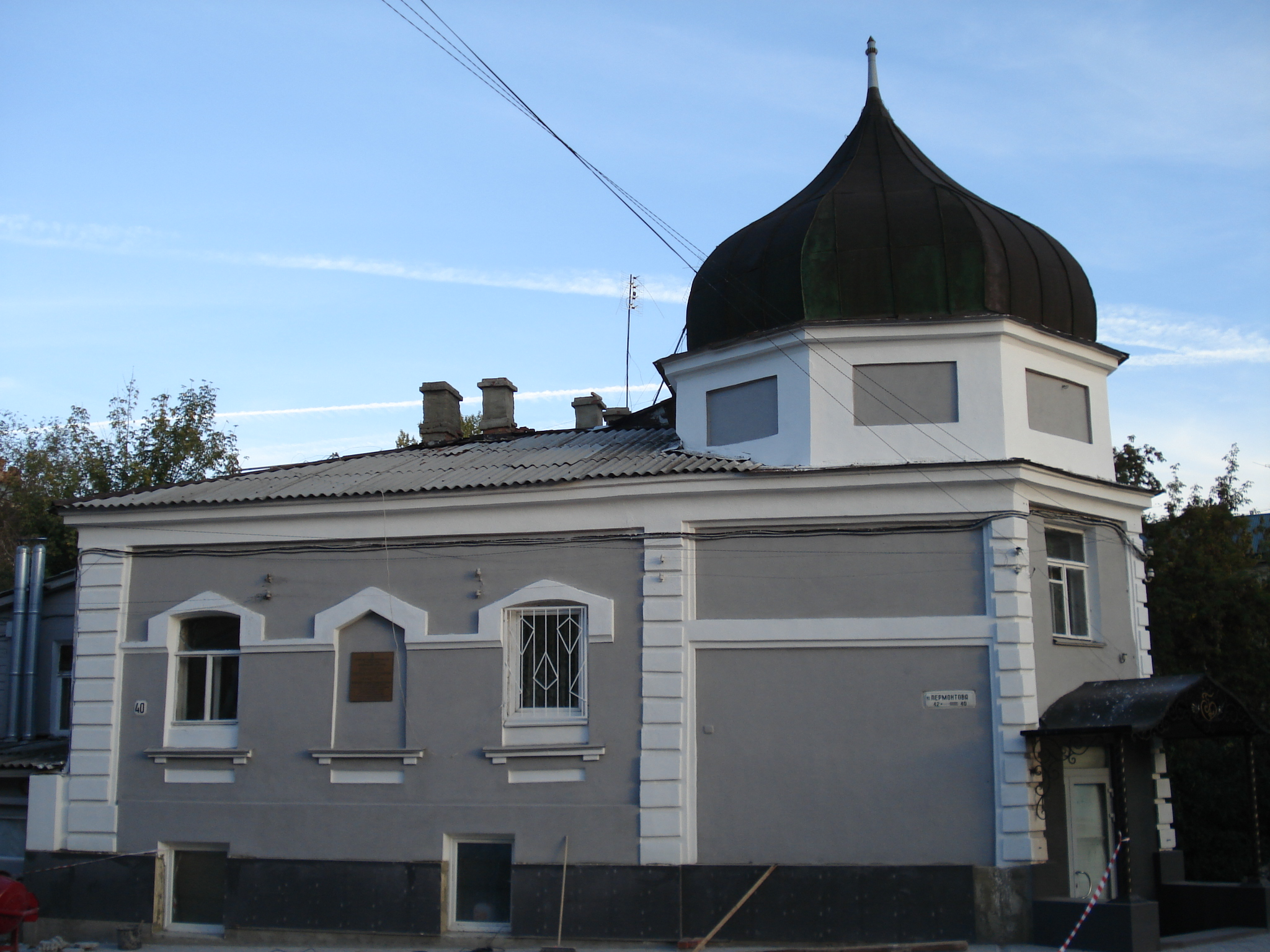
Дом причта Казанской церкви
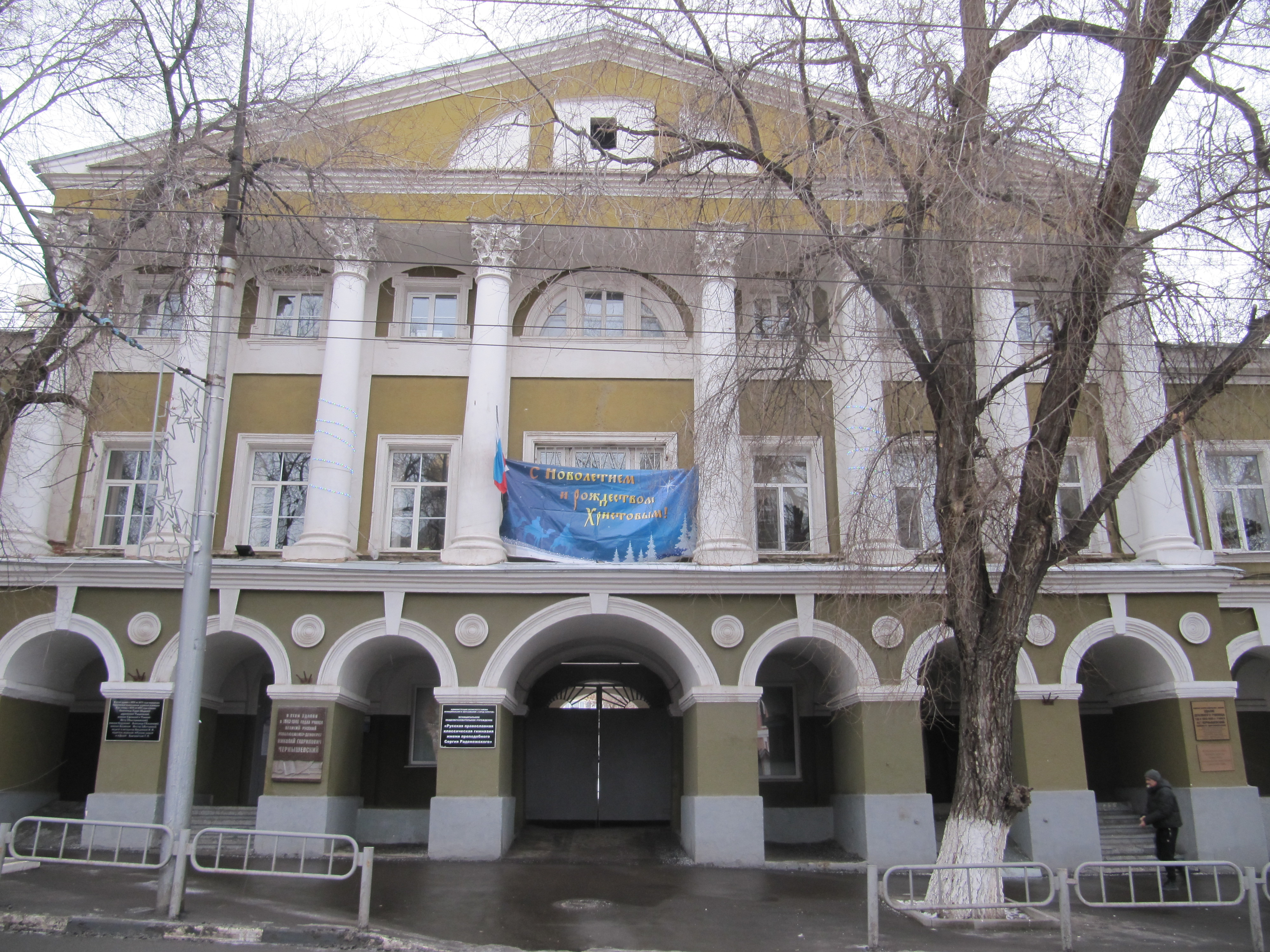
Здание духовного училища
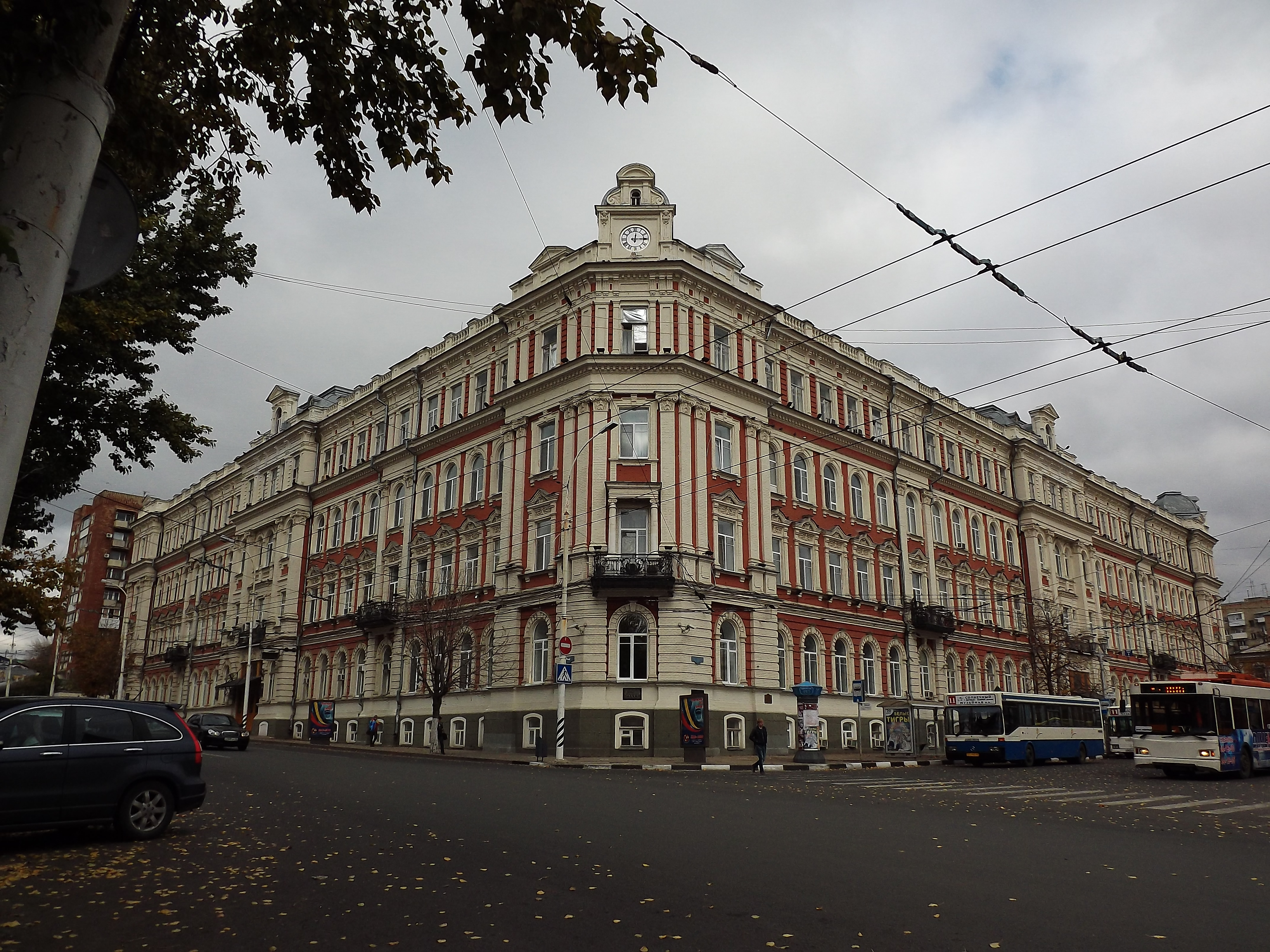
Здание управления рязано-уральской ж/дороги